# A New Skyline
A New Skyline är ett debutalbum från 2005 som har producerats av den svenska popgruppen Pennebaker.

## Låtlista
| Nr           | Titel                               | Längd |
| ------------ | ----------------------------------- | ----- |
| 1.           | Intro                               | 0:37  |
| 2.           | Bending the Rules                   | 3:04  |
| 3.           | No Place Better                     | 3:44  |
| 4.           | Everything You're About             | 2:58  |
| 5.           | Hold On                             | 3:15  |
| 6.           | Keep On (Bringing Me Your Love)     | 3:57  |
| 7.           | Interlude                           | 0:46  |
| 8.           | The Day You Were Painting the World | 3:39  |
| 9.           | Things We Do (Between Me & You)     | 3:32  |
| 10.          | Visions                             | 3:14  |
| 11.          | Love for You                        | 3:36  |
| 12.          | In Any Crowded Room                 | 3:27  |
| Total längd: | Total längd:                        | 35:49 |

## Medverkande
- Björn Öqvist – Gitarr, kör, orgel, piano, sång
- Daniel Bengtsson – Bas, gitarr, sång
- Kathrine Bergström – Kör[2]
- Mårten Tromm – Percussion, trummor
- Per Styregård – Trumpet
- Staffan Holmin – Saxofon[1]